# はぬまあん
はぬま あん（1965年〈昭和40年〉 - 2011年〈平成23年〉3月27日）は、日本の漫画家、児童文化史研究家。栃木県出身。

## 経歴
1981年、栃木県立真岡高等学校普通科に入学。1984年に卒業し上京。1986年11月、『レモンピープル』（あまとりあ社）より漫画家デビュー。1987年、ゲームメーカー『ジャレコ』に広告デザイナーとして入社し、『妖怪倶楽部』『バイオ戦士DAN インクリーザーとの闘い』など数点のゲームパッケージイラストに携わった後、1988年（昭和63年）に独立。1990年（平成2年）、マニア向け情報誌『DO-PE』（あまとりあ社）の企画・構成に参加し、2000年（平成12年）以降から電動玩具、プラモデル、ロボットなどに関する連載企画を各社の雑誌に執筆した。一方ではこれらの企画、および1988年頃の第一次ミニ四駆ブームを通じて電動玩具や絶版プラモデルの魅力を認識し、その魅力を世間に広めるべく、私家版のプラモデル研究誌『電動天国』を制作してワンダーフェスティバルに参加するなどの地道な活動を、1997年（平成9年）から1999年（平成11年）にかけて続けていた。
2000年に竹書房とスタジオ・ハードの協力のもと、初の商業出版としての玩具研究書籍『超絶プラモ道』を刊行。電動玩具や絶版プラモデル、「ザ★アニメージ」や青島文化教材社のようなオリジナルSFロボット、「太陽系戦隊 ガルダン」「モビルフォース ガンガル」のようなパチモン（偽物）を多く扱った書籍であり、はぬまが師と仰ぐ山本弘は同書を、『宇宙戦艦ヤマト』『機動戦士ガンダム』に夢中になった世代の人々を楽しませる良書と評価している。また、ニコニコ動画にも動画を残している（例 アッガイ団）。
2010年（平成22年）より長年にわたる研究活動の集大成ともいうべき単行本『電動王国』の発行を目指していたが、同年末に体調を崩して入院。病室にもパソコンや原稿を持ち込んで奮闘していたものの、翌2011年3月27日、発行を目前にして急逝。没年齢46歳。翌月の4月15日に『電動王国』が発行され、遺稿となった。

## 作品リスト

### 「爬沼晻」名義
- 時給戦士スマイルバン （1987年 - 1991年 レモンピープル あまとりあ社）
- 妖花惑星[7]
- ガブラ対ザゴン[7]
- 巨獣神[7]
- 電動倶楽部（『DO-PE』1989年 - 1992年） - 電動玩具を紹介する連載企画[8]
- 鉄金剛機動剣
- かくして少女は遅刻せり（レモンピープル　1987年1月号）

### 「はぬまあん」名義
- 幻シリーズ（『コンバットコミック』） - 連作読み切り漫画
- 完全懲悪コダイオー（『東京ロボット新聞』） - 連載漫画
- 電動王国（『ロボコンマガジン』2000年 - 2007年） - 電動玩具に関する 連載企画
- 新・電動王国（『ロボコンマガジン』2007年 - 2011年） - 同上
- いい旅ロボ気分（『スーパーロボットマガジン』2001年 - ） - ロボットに関するコラム漫画
- はぬま流（『クアント』）

## 書籍

### 「爬沼晻」名義
- 『時給戦士スマイルバン』久保書店、1988年。ISBN 4765902439。
- 『時給戦士スマイルバン2』久保書店、1989年。ISBN 4765902501。
- 『時給戦士スマイルバン3』久保書店、1990年。ISBN 4765902781。
- 『時給戦士スマイルバン4』久保書店、1991年。ISBN 4765903109。
- 『レモンピープル・ゲームブック 時給戦士スマイルバン 追跡!謎のG計画 ドキドキ編』久保書店、1990年。ISBN 4765901718。(イラスト)
- 『鉄金剛機動剣』久保書店、1992年。ISBN 4765903354。

### 「はぬまあん」名義
- 『超絶プラモ道 懐かしのオリジナルSFプラモデル大全』竹書房、2000年。ISBN 978-4-8124-0578-9。
- 『アオシマプラモの世界 超絶プラモ道2』竹書房、2001年。ISBN 978-4-8124-0813-1。
- 『電動王国 モーターで動かす懐かしの玩具コレクション』オーム社、2011年。ISBN 978-4-274-21004-4。